# Zoropsis
Zoropsis là một chi nhện trong họ Zoropsidae. Chi này được Eugène Simon miêu tả năm 1878.

## Các loài
- Zoropsis albertisi Pavesi, 1880
- Zoropsis beccarii Caporiacco, 1935
- Zoropsis bilineata Dahl, 1901
  - Zoropsis bilineata viberti Simon, 1910
- Zoropsis coreana Paik, 1978
- Zoropsis kirghizicus Ovtchinnikov & Zonstein, 2001
- Zoropsis lutea (Thorell, 1875)
- Zoropsis markamensis Hu & Li, 1987
- Zoropsis media Simon, 1878
- Zoropsis oertzeni Dahl, 1901
- Zoropsis pekingensis Schenkel, 1953
- Zoropsis rufipes (Lucas, 1838)
- Zoropsis saba Thaler & van Harten, 2006
- Zoropsis spinimana (Dufour, 1820)
- Zoropsis thaleri Levy, 2007

## Hình ảnh

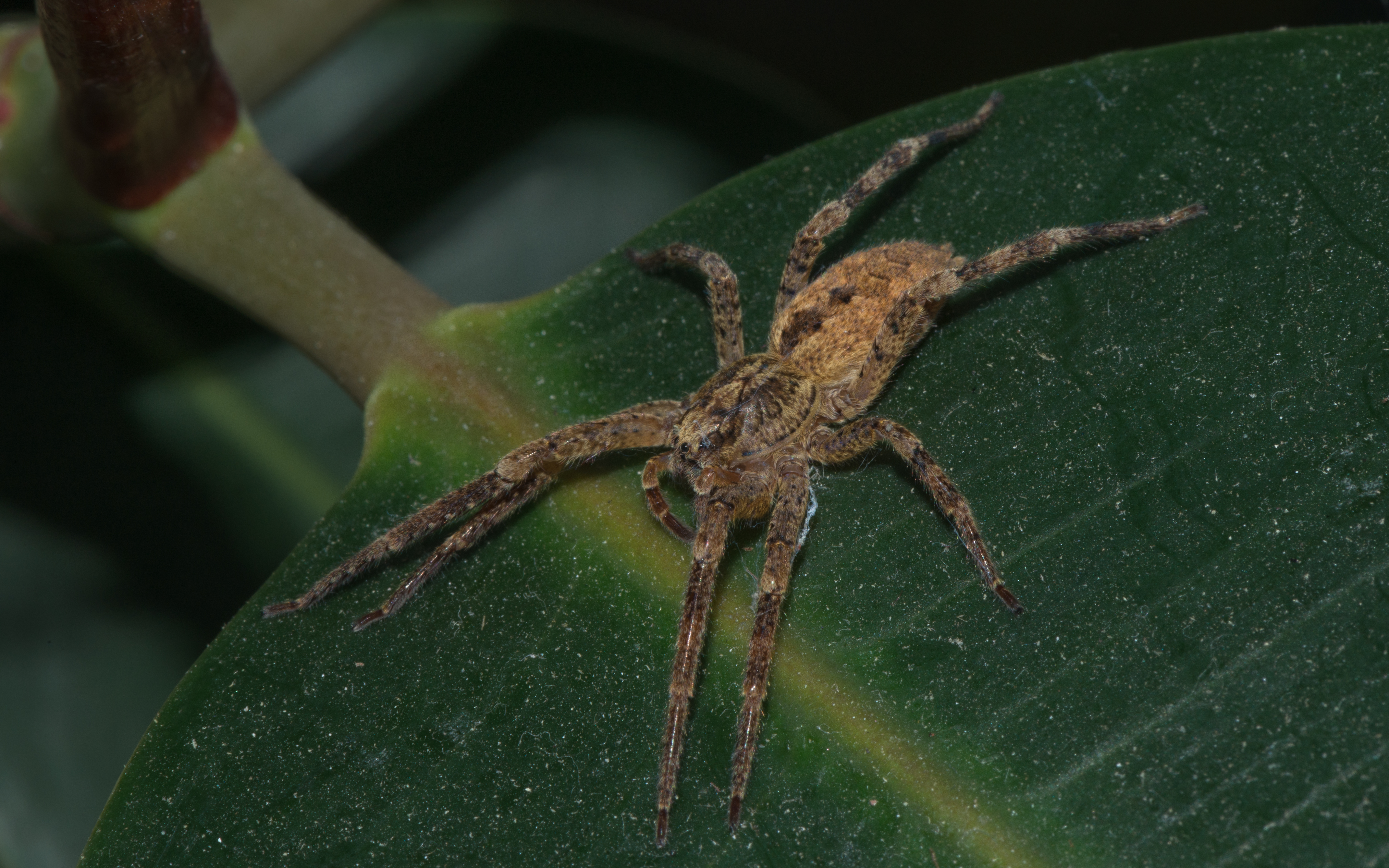
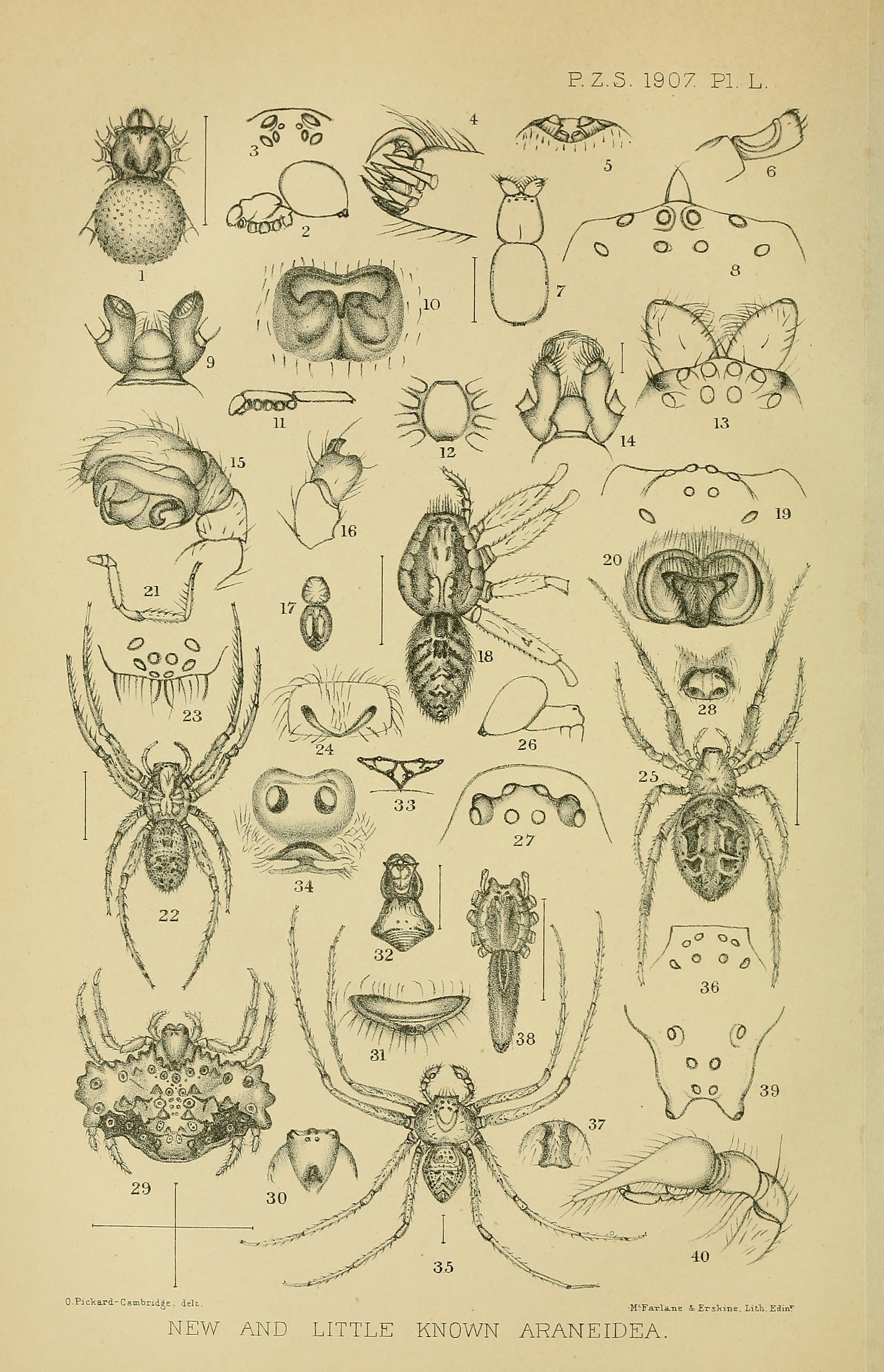
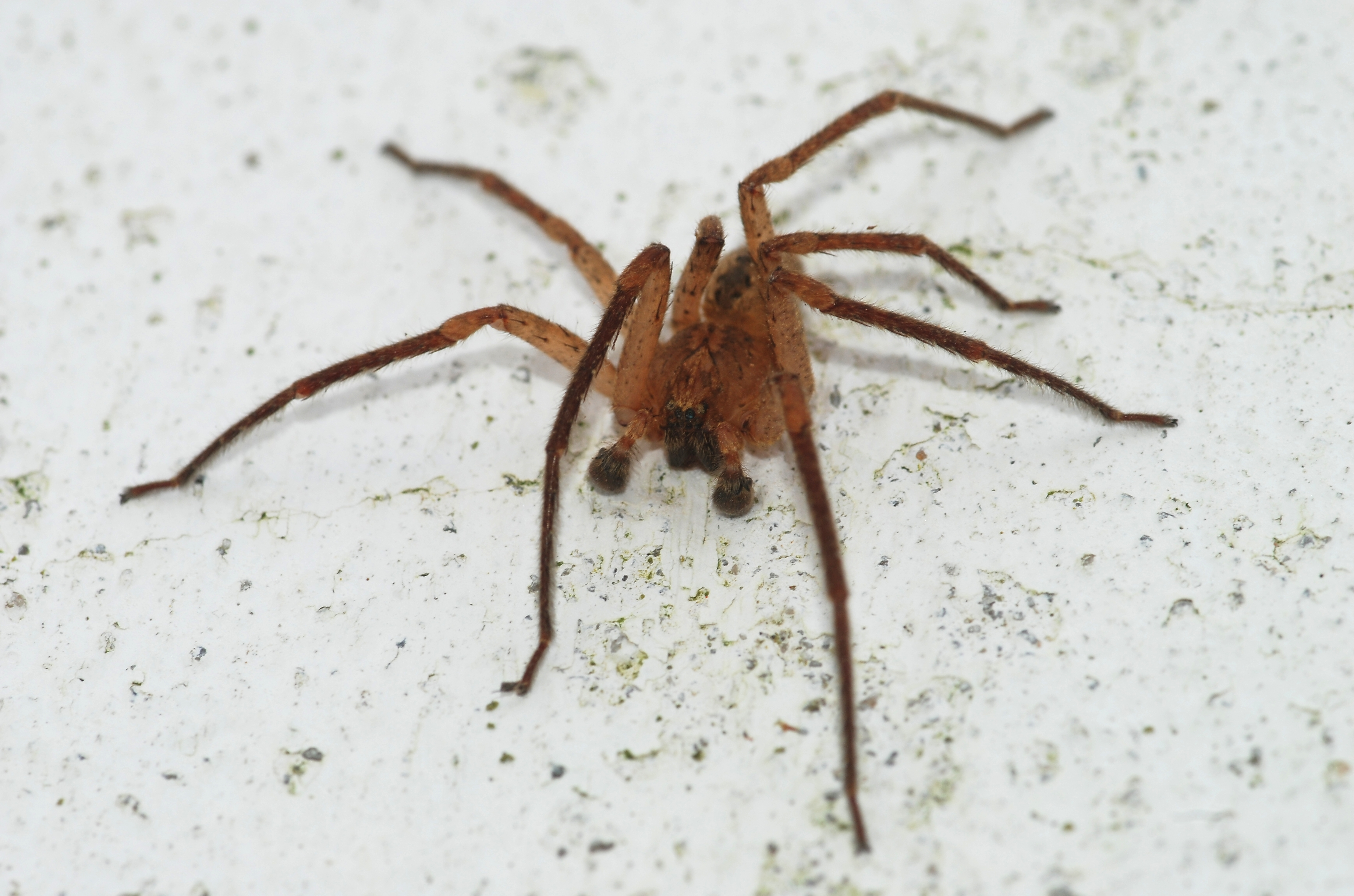
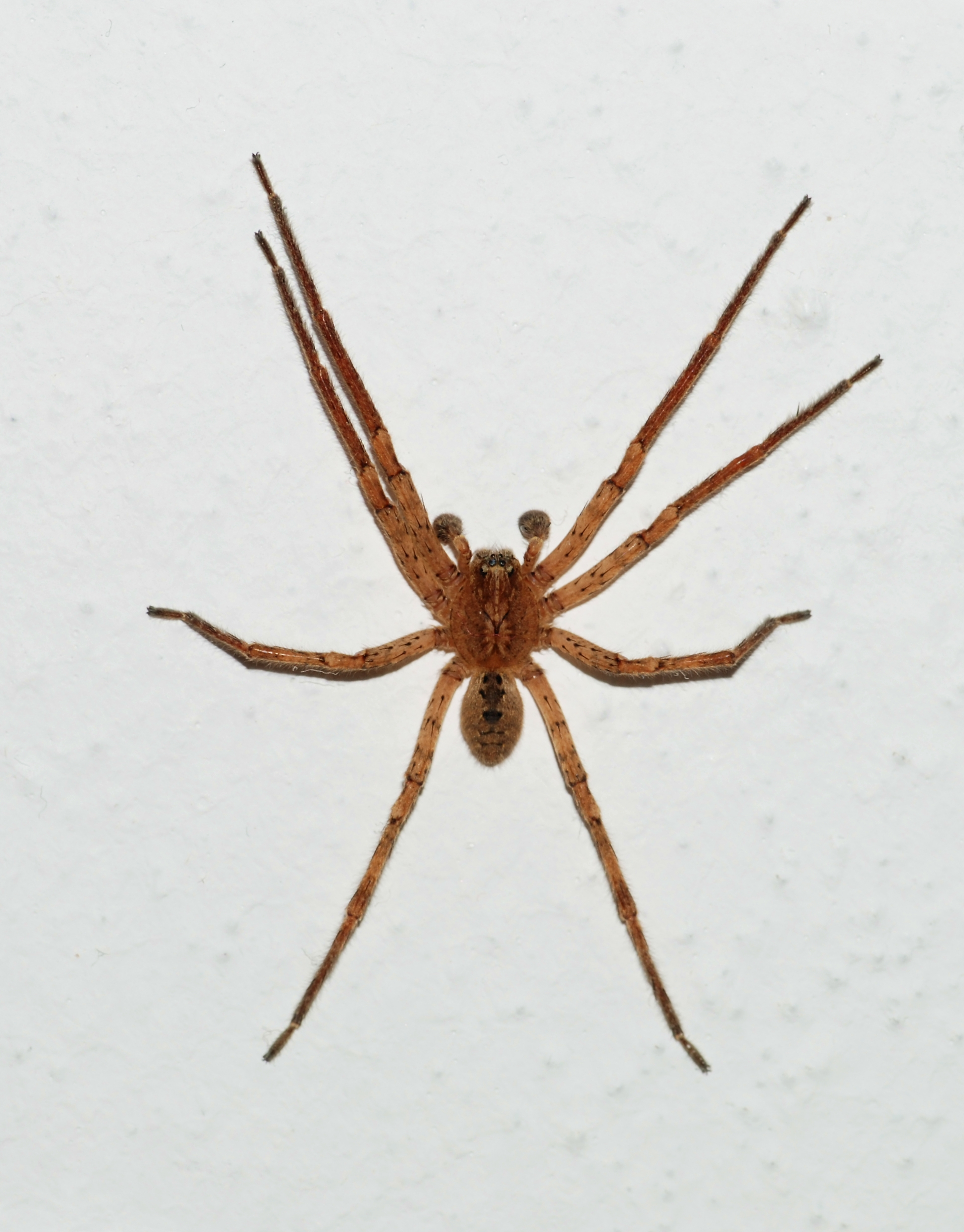